# Cà độc dược gai tù
Cà độc dược gai tù (tên khoa học Datura innoxia hoặc inoxia) là loài thực vật có hoa trong họ Cà. Loài này được Mill. mô tả khoa học đầu tiên năm 1768.